# Contay British Cemetery
Contay British Cemetery is een Britse militaire begraafplaats met graven uit de Eerste Wereldoorlog, gelegen in het Franse dorp Contay (Somme). Ze ligt 675 m ten zuiden van het dorpscentrum aan de weg naar Franvillers. De begraafplaats heeft een lange rechthoekige vorm met een afgeschuinde oostelijke hoek waar het Cross of Sacrifice staat. De Stone of Remembrance staat centraal aan de zuidoostelijke zijde. De begraafplaats werd ontworpen door Reginald Blomfield en wordt onderhouden door de Commonwealth War Graves Commission.
De begraafplaats telt 1.133 graven waarvan er 3 niet geïdentificeerd konden worden.

## Geschiedenis
Toen de 49th Casualty Clearing Station eind augustus 1916 aankwam in Contay verkoos ze deze plaats om de begraafplaats aan te leggen. In de maand daarop kwam de 9th CCS erbij om er ook hun doden te begraven. De meerderheid van de slachtoffers werden er tussen augustus 1916 en maart 1917 begraven.
Na de Duitse terugtrekking tot de Hindenburglinie in het voorjaar van 1917 konden de veldhospitalen zich verder oostwaarts verplaatsen waardoor de begraafplaats niet meer werd gebruikt. Toen de Duitse troepen tijdens hun lenteoffensief in het voorjaar van 1918 tot aan Albert oprukten werd de begraafplaats opnieuw in gebruik genomen, nu door de 38th Division en andere divisies. Het laatste slachtoffers werd begraven in augustus 1918.
Nu liggen er 689 Britten, 414 Canadezen, 29 Australiërs en 1 Zuid-Afrikaan.

## Graven

### Onderscheiden militairen
- J.C. Callaghan, majoor bij de Royal Air Force; Harry John Hall, majoor bij de Canadian Infantry; Richard Bellamy Sheppard, kapitein bij het Welsh Regiment; Richard Lang Roscoe, kapitein bij de Royal Fusiliers en F. Mercer, sergeant-majoor bij het Essex Regiment werden onderscheiden met het Military Cross (MC). Laatstgenoemde ontving ook de Distinguished Conduct Medal (MC, DCM).
- de sergeant-majoors Frederick Howes en ; de sergeanten John MacDonald, George Jacobs en James George Adams en korporaal Herbert Wilkinson werden onderscheiden met de Distinguished Conduct Medal (DCM).
- er zijn nog 21 militairen die de Military Medal (MM) ontvingen.

### Minderjarige militairen
- Joseph Levi Chambers, soldaat bij het Lincolnshire Regiment was 16 jaar toen hij op 24 november 1916 sneuvelde.
- de soldaten John Henry Polson van het 4th Canadian Mounted Rifles Battalion en Norman McLaren van de Canadian Infantry waren 17 jaar toen ze sneuvelden.

### Aliassen
- soldaat James Henry Holt diende onder het alias J. Henry bij de Canadian Infantry.
- soldaat Georges Priest diende onder het alias J. Reid bij de Australian Infantry, A.I.F..
- soldaat William Perryman diende onder het alias William Regan bij de Canadian Infantry.
- soldaat M. Wolfovitch diende onder het alias M. Lazarus bij de Canadian Infantry.